# Abraham Gugenheim
Abraham Gugenheim (* ca. 1700 in Wien; gest. 7. Juli 1766 in Altona) war ein deutsch-jüdischer Kaufmann und Schwiegervater von Moses Mendelssohn.

## Herkunft
Sein Großvater war vermutlich Marum Schaul Meier Guggenheim (* 1625 in Worms; gest. 1699 in Lengnau), ein Neffe des Samuel Schlumi (* ca. 1600 Frankfurt am Main; gest. 1657 in Stühlingen), welcher der Urururgroßvater von Meyer Guggenheim (1749–1813, Lengnau) war, dessen Sohn Simon Meyer Guggenheim (1792–1869, Vater des Meyer Guggenheim) im Jahr 1847 aus der Schweiz über Hamburg nach Amerika auswanderte und die bekannte nordamerikanische Linie Guggenheim gründete.
Abrahams Eltern waren der Geldwechsler Joseph Juda Guggenheim Marum am Rost (* ca. 1660 Lengnau; gest. 3. Februar 1735 in Frankfurt am Main) und dessen Gattin Frumet Oppenheimer (gest. 1713 in Frankfurt am Main), jüngste Tochter des kaiserlichen Hofagenten Samuel Oppenheimer.

## Leben
Abraham (Awraham ben Joseph) Gugenheim wuchs vermutlich in Frankfurt auf, bevor er bereits einige Zeit vor Oktober 1737 als Kaufmann nach Altona kam. 1751 war er als Rabbi und Almosenverwalter Mitglied in der dortigen jüdischen Gemeinde und zählte zum Unterstützerkreis von Eybeschütz.
Abraham hatte aus erster Ehe mit Miriam Glückel Cleve-Gomperz (* ca. 1694; ✡ 20. Oktober 1738, Altona) die Töchter Fromet (1737–1812) und Chava. Aus seiner zweiten Ehe mit Vogel Gugenheim, geb. Levi (gest. 1793 in Neustrelitz) hatte er neben dem ältesten Sohn Joseph Gugenheim (* 1743) noch den Sohn Isaak (* 1749) und mindestens vier weitere Töchter, nämlich Brendel (* 1740, verheiratet mit Leon Elias Bösing, gest. 1772), Blumche (1743–1788, verheiratet mit Moses Selig Bacher), Rachel (* 1750, verheiratet mit Moses Fürst) und Gitel Gugenheim.
Im Mai 1761 besuchte Moses Mendelssohn einen Freund, den Augenarzt Aaron Gumpertz, der zu dieser Zeit bei seinen Verwandten, der Familie des Abraham Gugenheim in Hamburg, wohnte. Dort lernte er dessen Tochter, Fromet Gugenheim, kennen und heiratete sie, zunächst ohne Einwilligung Abraham Gugenheims, im Jahr 1762. Schon vor dieser Heirat förderte Mendelssohn auch die Karriere von Fromets Halbbruder Joseph Gugenheim, der später zu seinem Geschäftspartner werden sollte, ebenso wie Mendelssohns anderer Schwager, der Kopenhagener Kaufmann Moses Fürst.
Der Grabstein Abraham Gugenheims von 1766 auf dem jüdischen Friedhof Altona in der Königstraße ist beschädigt aber erhalten geblieben, der seiner ersten Gattin Glukche Mirjam bat Man Kleve ist erhalten. Seine verwitwete zweite Gattin Vogel zog unvermögend, mitsamt der ebenfalls verwitweten Stieftochter Fromet Mendelssohn zur Enkelin Recha Meyer nach Neustrelitz und starb dort 1793. Nach Rechas Scheidung kehrten Fromet und Recha jedoch bald nach Altona zurück.